# 蔡桥镇
蔡桥镇，是中华人民共和国江苏省盐城市滨海县下辖的一个乡镇级行政单位。

## 行政区划
蔡桥镇下辖以下地区：
蔡桥社区、当尖社区、官尖村、德胜村、木港村、东滩村、三岔村、新民村、洼东村、大洼村、永裕村、新沙村、良洼村、四层村、大汛港村、二联中村和十四顷村。